# Atheris chlorechis
Atheris chlorechis là một loài rắn trong họ Rắn lục. Loài này được Pel mô tả khoa học đầu tiên năm 1851.

## Hình ảnh

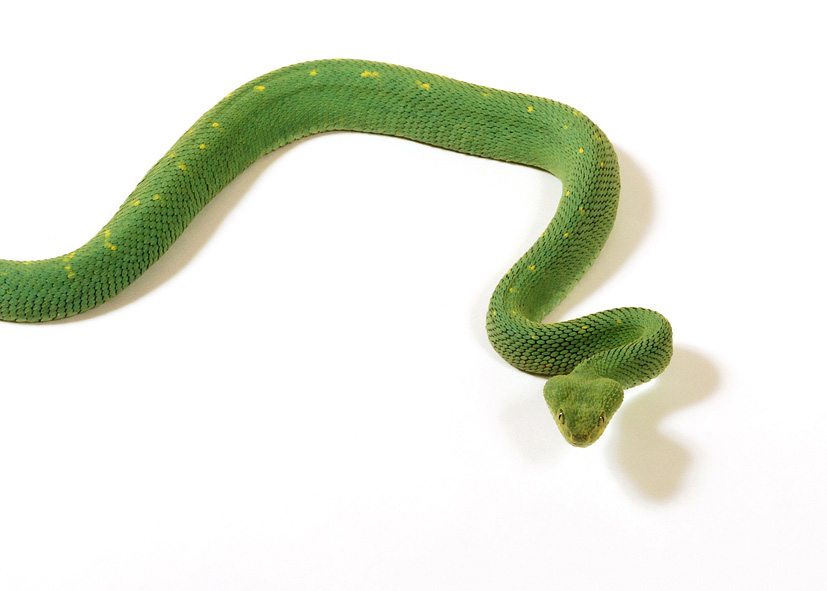
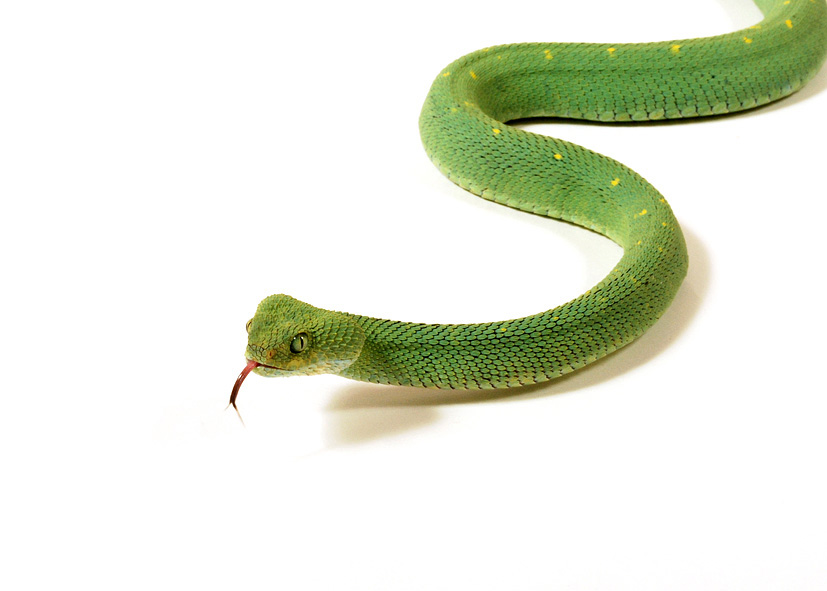